# Chester Center
Chester Center est un « census-designated place » de la ville de Chester situé dans le comté de Middlesex, dans l'État du Connecticut aux États-Unis. Lors du recensement de 2000, Chester Center avait une population totale de 1 546 habitants.

## Géographie
Selon le Bureau du recensement des États-Unis, la superficie de la ville est de 5,3 km2, dont 5,3 km2 de terres et 0,1 km2 de plans d'eau (soit 1,46 %).

## Démographie
D'après le recensement de 2000, il y avait 1 546 habitants, 632 ménages, et 401 familles dans la ville. La densité de population était de 294,0 hab/km2. Il y avait 669 maisons avec une densité de 127,2 maisons/km2. La décomposition ethnique de la population était : 96,31 % blancs ; 1,29 % noirs ; 0,06 % amérindiens ; 1,36 % asiatiques ; 0,00 % natifs des îles du Pacifique ; 0,06 % des autres races ; 0,91 % de deux ou plus races. 1,29 % de la population était hispanique ou Latino de n'importe quelle race.
Il y avait 632 ménages, dont 30,4 % avaient des enfants de moins de 18 ans, 53,8 % étaient des couples mariés, 6,6 % avaient une femme qui était parent isolé, et 36,4 % étaient des ménages non-familiaux. 30,5 % des ménages étaient constitués de personnes seules et 10,1 % de personnes seules de 65 ans ou plus. Le ménage moyen comportait 2,32 personnes et la famille moyenne avait 2,91 personnes.
Dans la ville la pyramide des âges était 21,9 % en dessous de 18 ans, 4,9 % de 18 à 24, 31,8 % de 25 à 44, 26,1 % de 45 à 64, et 15,4 % qui avaient 65 ans ou plus. L'âge médian était 41 ans. Pour 100 femmes, il y avait 93,0 hommes. Pour 100 femmes de 18 ans ou plus, il y avait 94,8 hommes.
Le revenu médian par ménage de la ville était 64 236 dollars US, et le revenu médian par famille était $71 250. Les hommes avaient un revenu médian de $38 900 contre $46 354 pour les femmes. Le revenu par habitant de la ville était $32 087. 0,5 % des habitants et 0,0 % des familles vivaient sous le seuil de pauvreté. 0,0 % des personnes de moins de 18 ans et 0,0 % des personnes de plus de 65 ans vivaient sous le seuil de pauvreté.
| 2000  | 2010  | - | - | - | - |
| ----- | ----- | - | - | - | - |
| 1 546 | 1 558 | - | - | - | - |